# Štěnovický Borek
Štěnovický Borek település Csehországban, Plzeň városi járásban. Štěnovický Borek Losiná, Čižice, Nebílovy, Chválenice és Štěnovice településekkel határos. Lakosainak száma 621 fő (2024. január 1.).

## Népesség
A település lakosságának változását az alábbi diagram mutatja:
| Lakosok száma | 478  | 454  | 479  | 398  | 322  | 303  | 574  | 594  | 606  | 621  |
|               | 1869 | 1890 | 1921 | 1950 | 1980 | 2001 | 2017 | 2019 | 2022 | 2024 |